# کلیسای سنت نیکولا، تالین

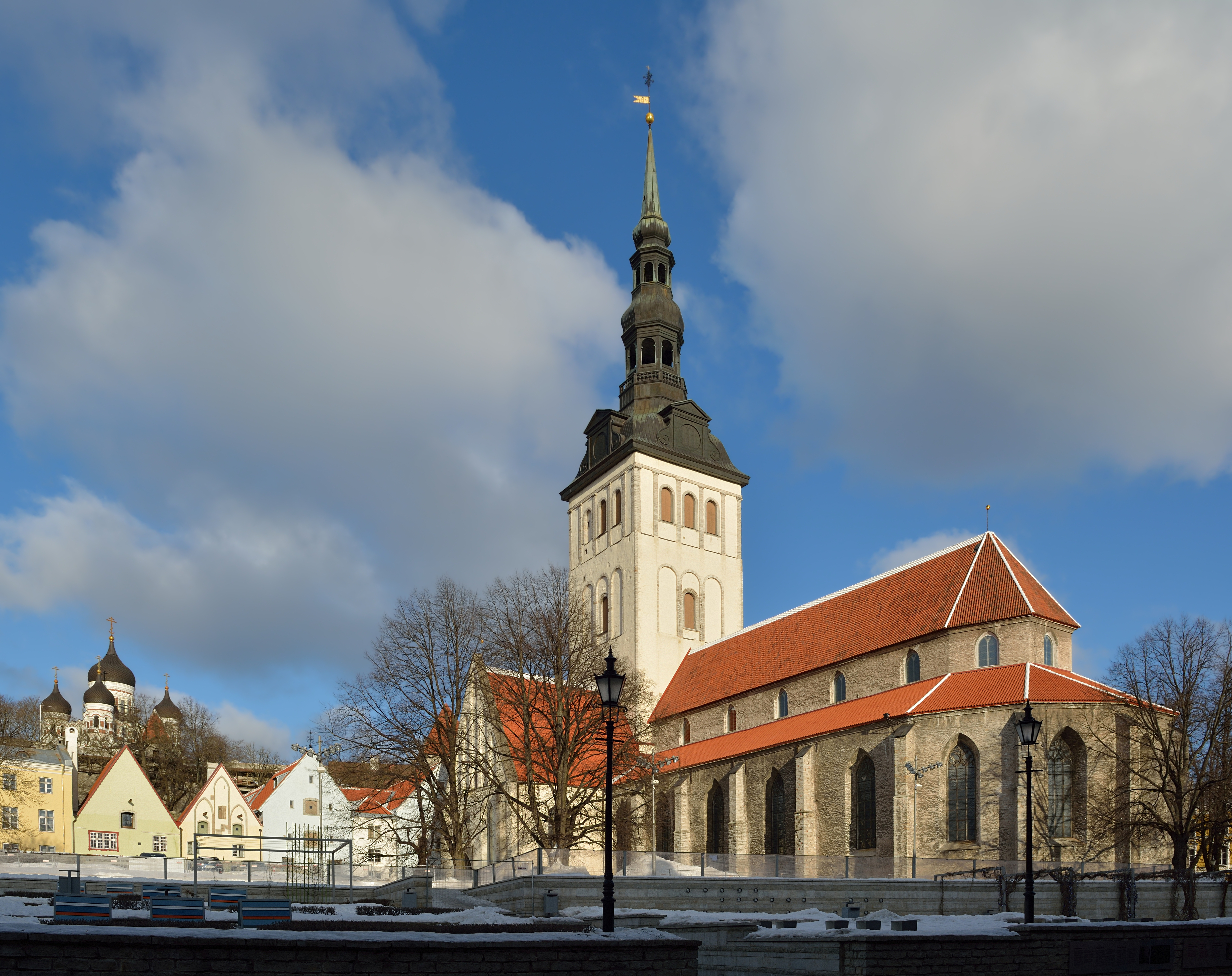
کلیسای سنت نیکولاس، تالین

کلیسای سنت نیکولا (به استونیایی: Niguliste kirik) کلیسایی در شهر تالین، استونی است.
این کلیسا در قرن ۱۳ میلادی و در قرون وسطی ساخته شده‌است و در بمب‌باران تالین در جنگ جهانی دوم توسط نیروهای شوروی به شدت آسیب دید و سپس مورد بازسازی قرار گرفت، در حال حاضر این کلیسا زیر نظر موزه هنر استونی قرار دارد و در زمینه هنر و معماری کلیسا به موزه تبدیل شده‌است.

## نگارخانه

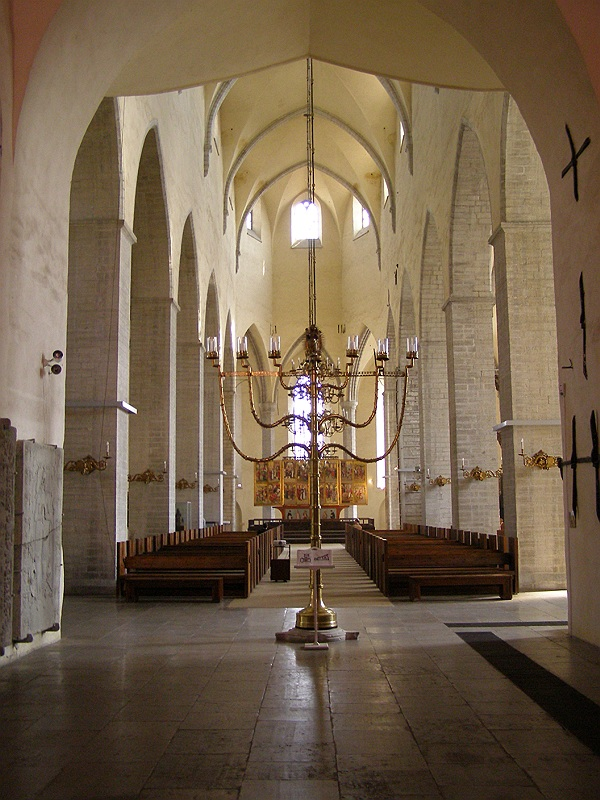
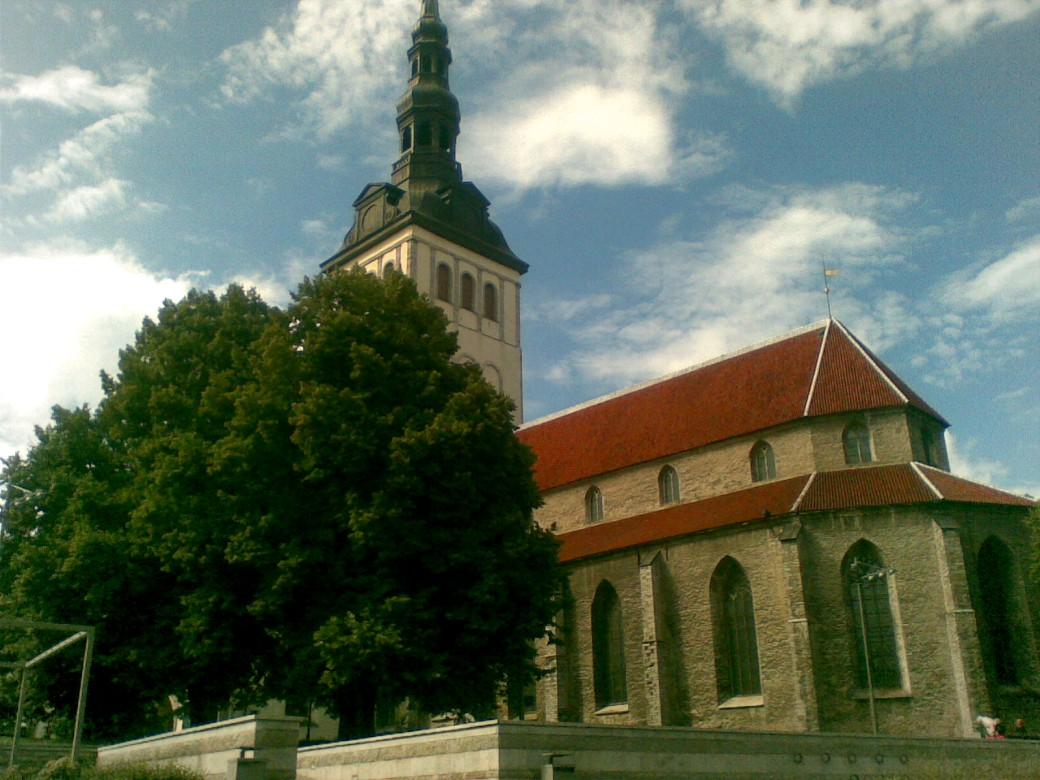
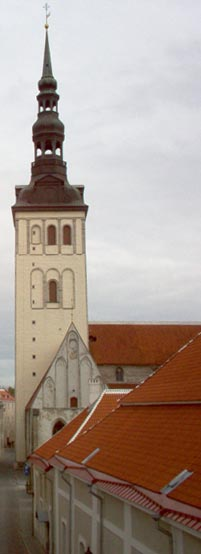
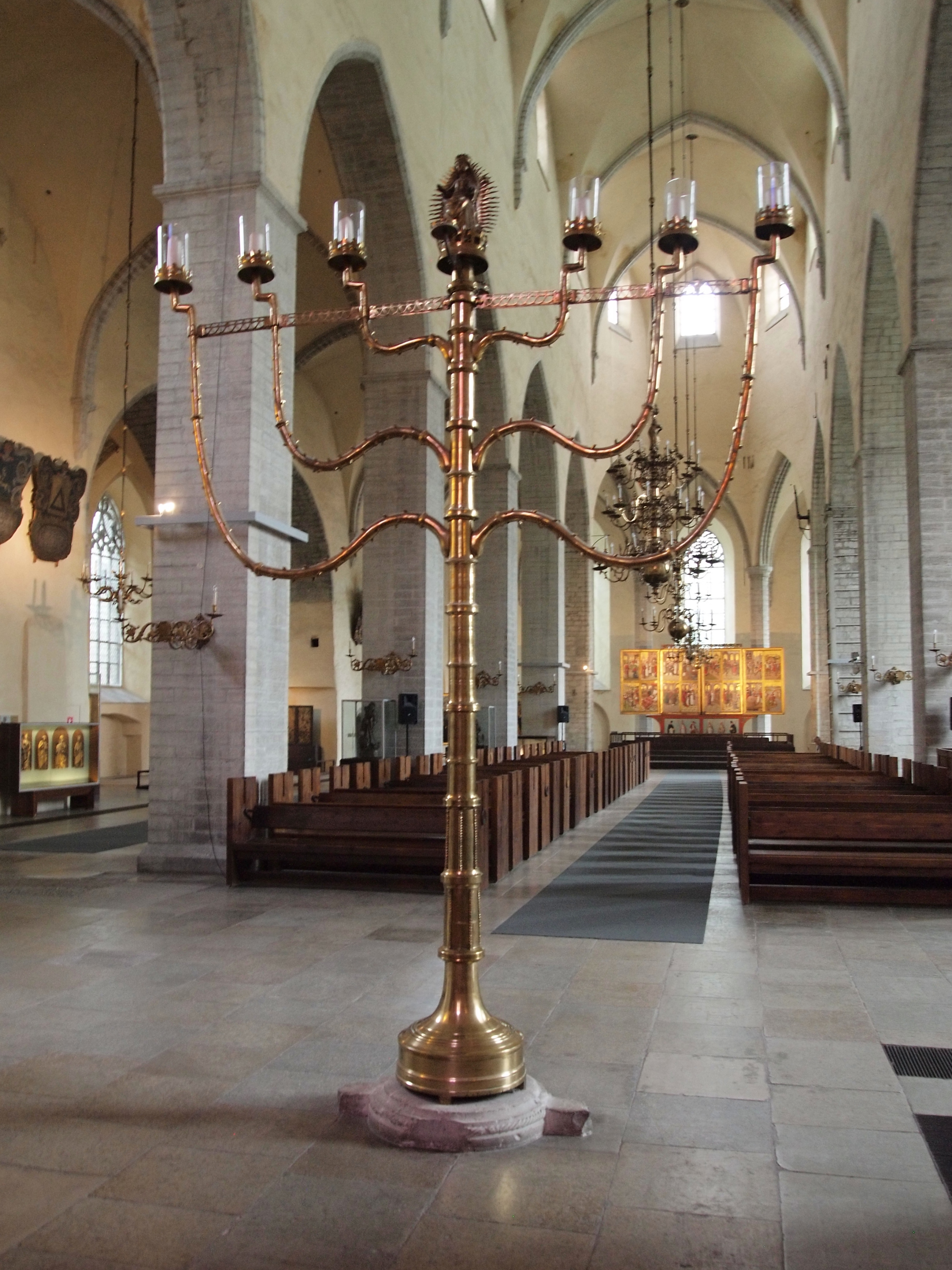
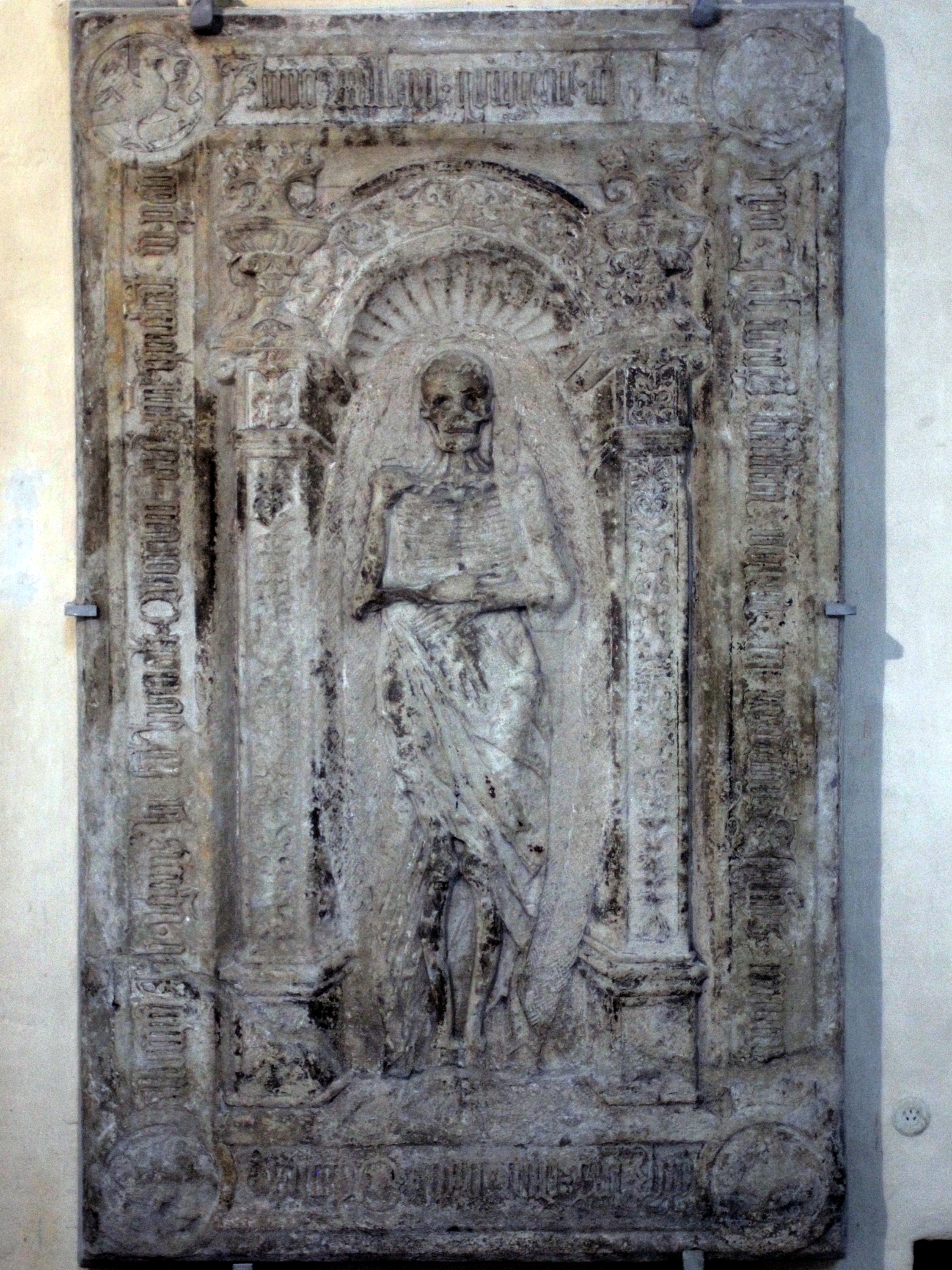
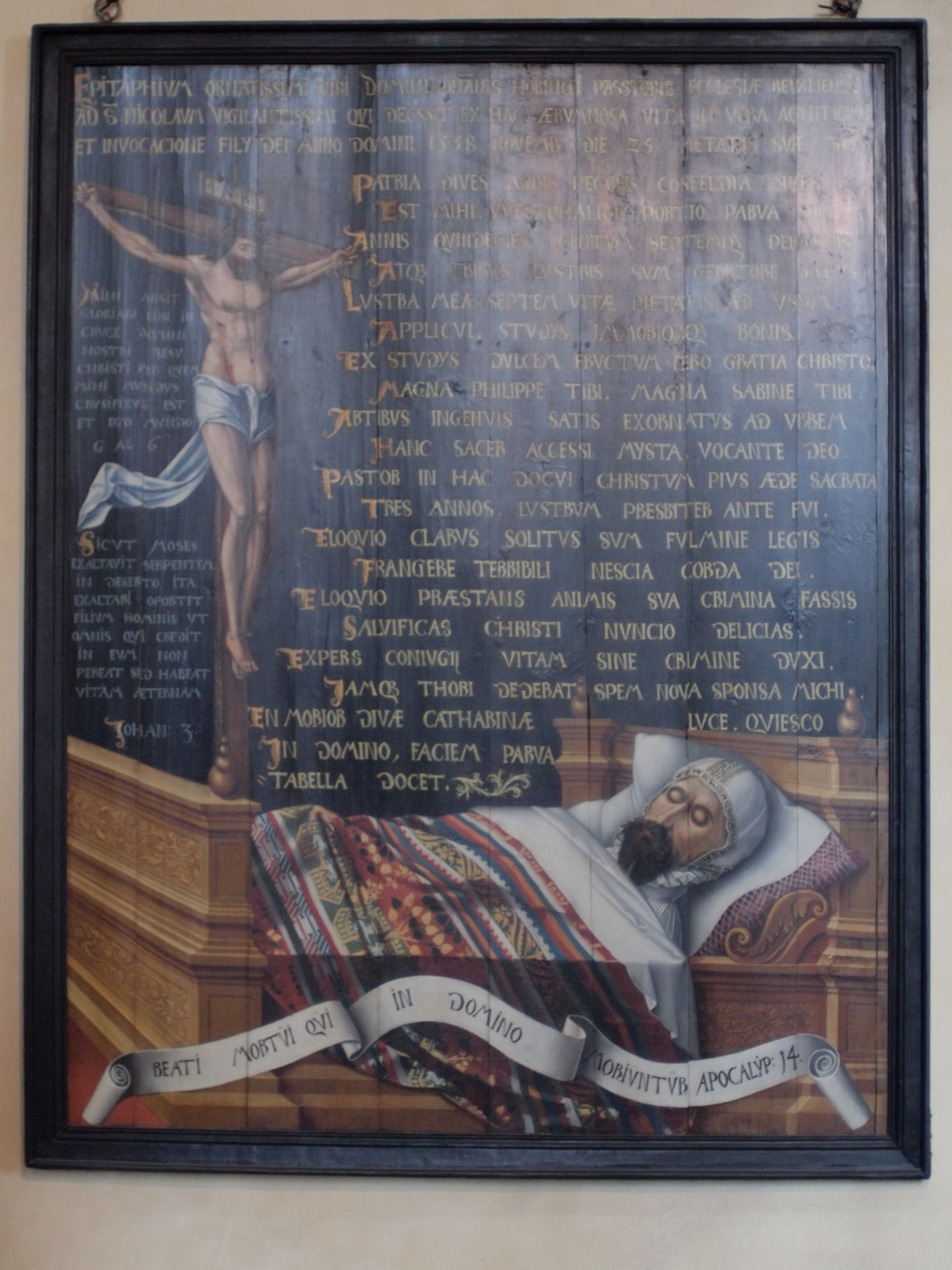
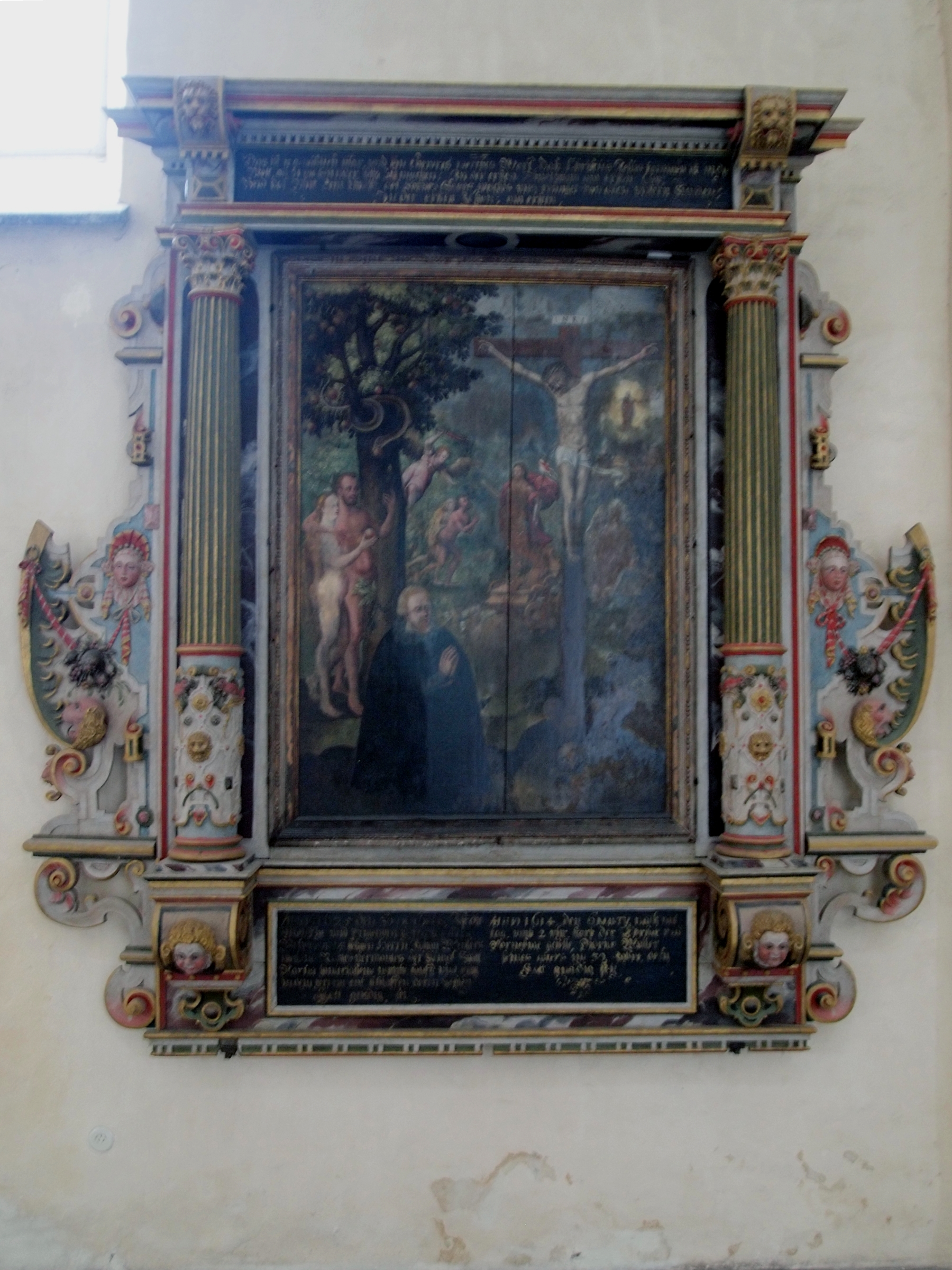
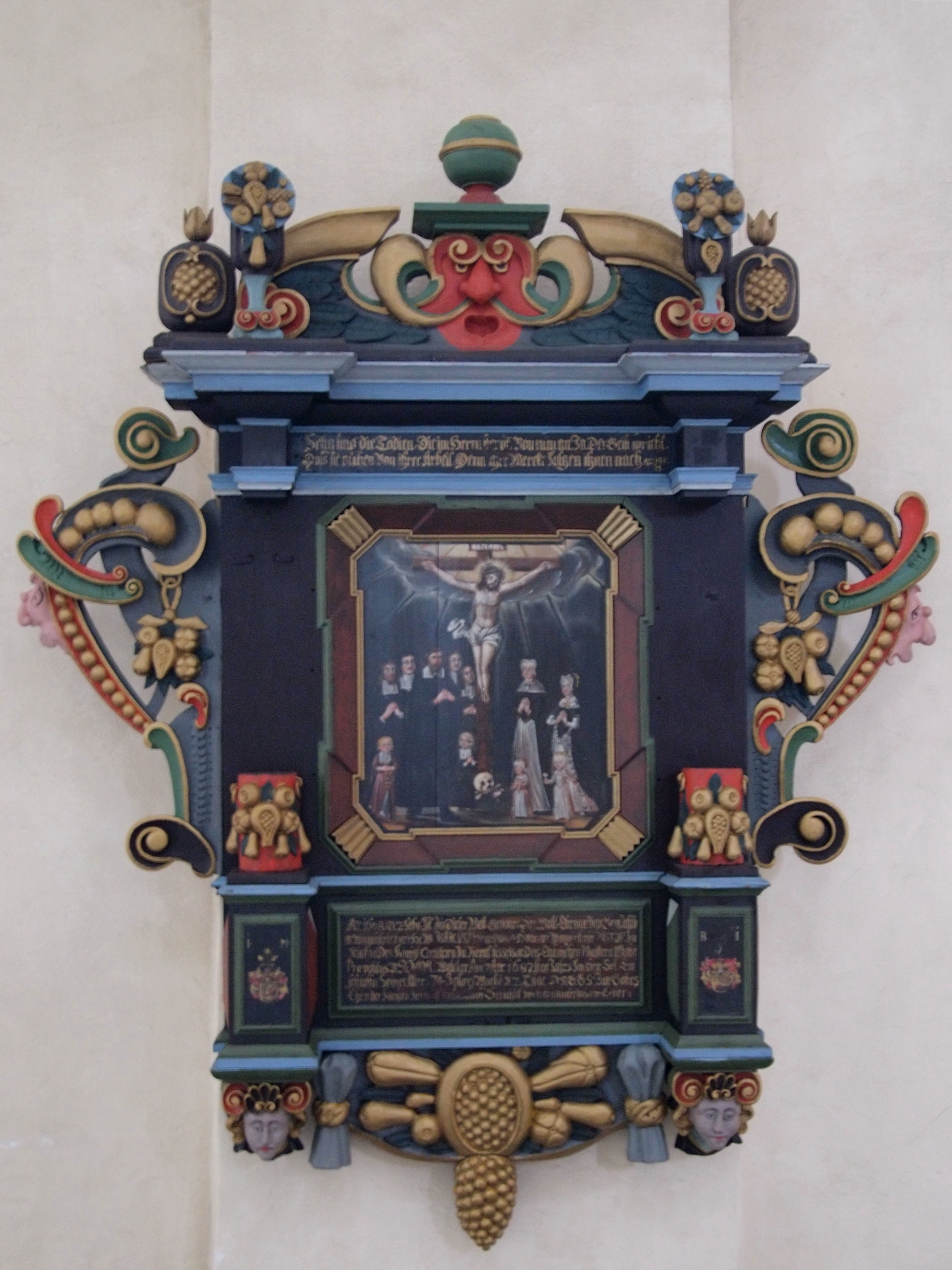
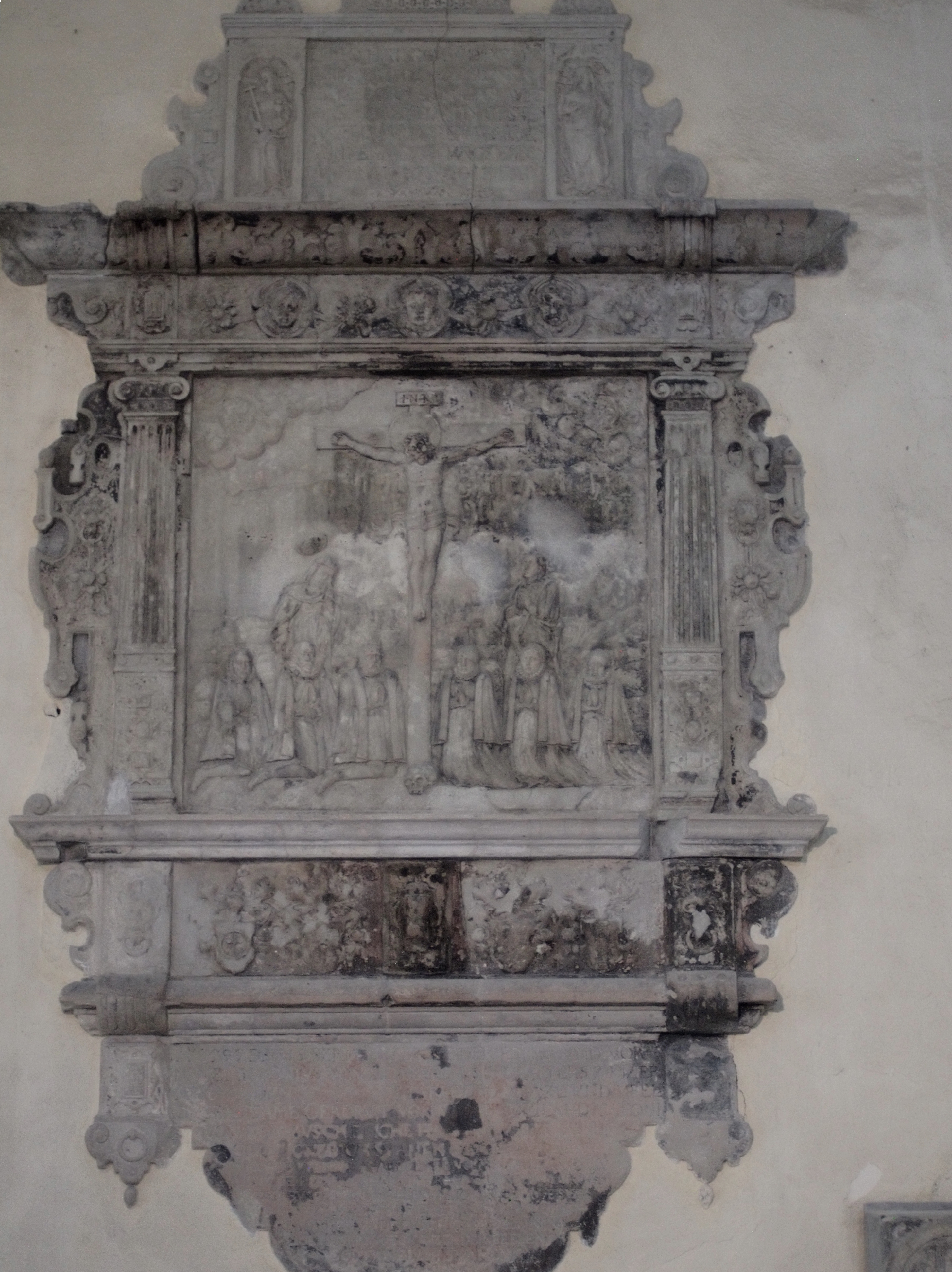
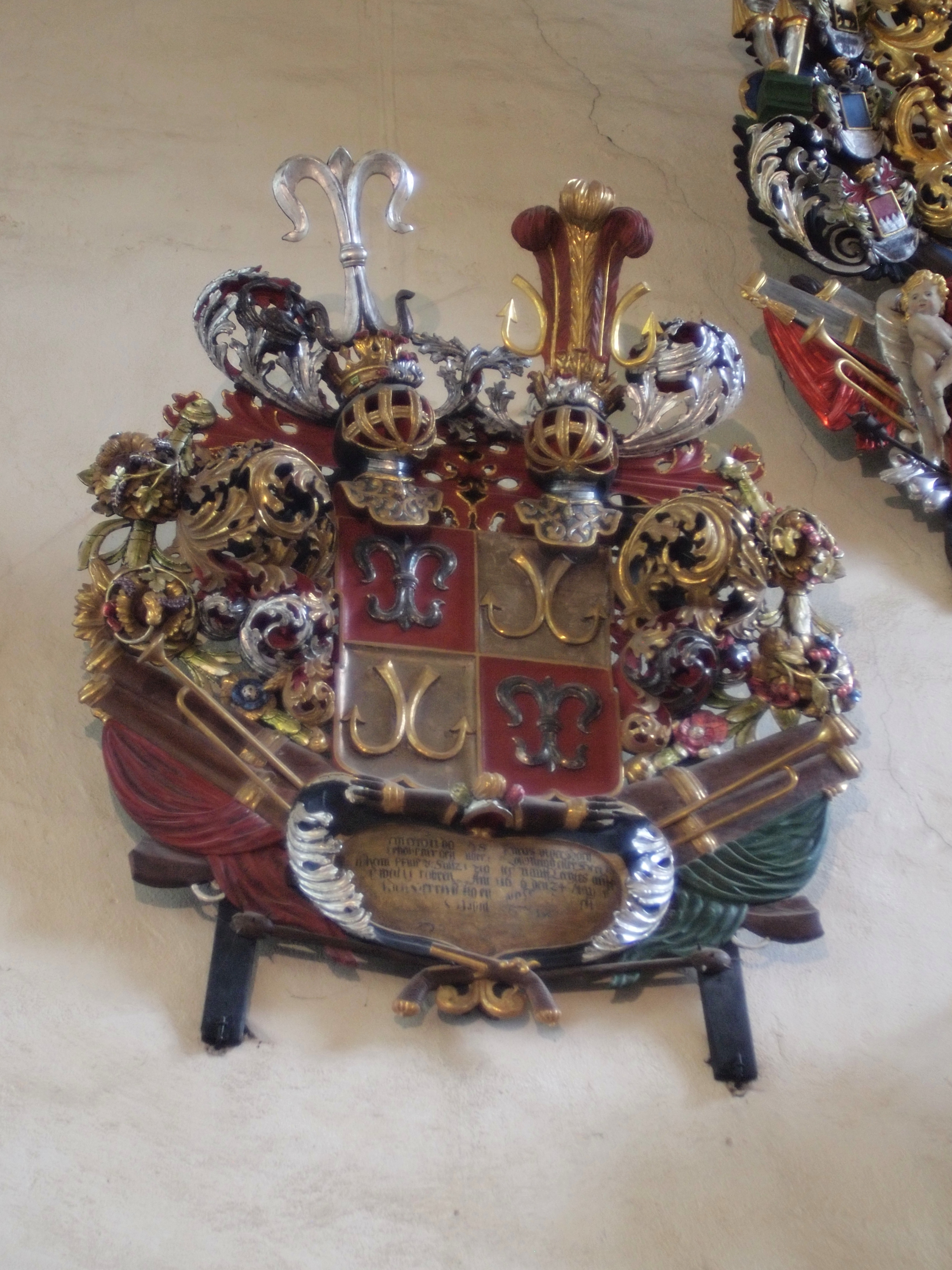
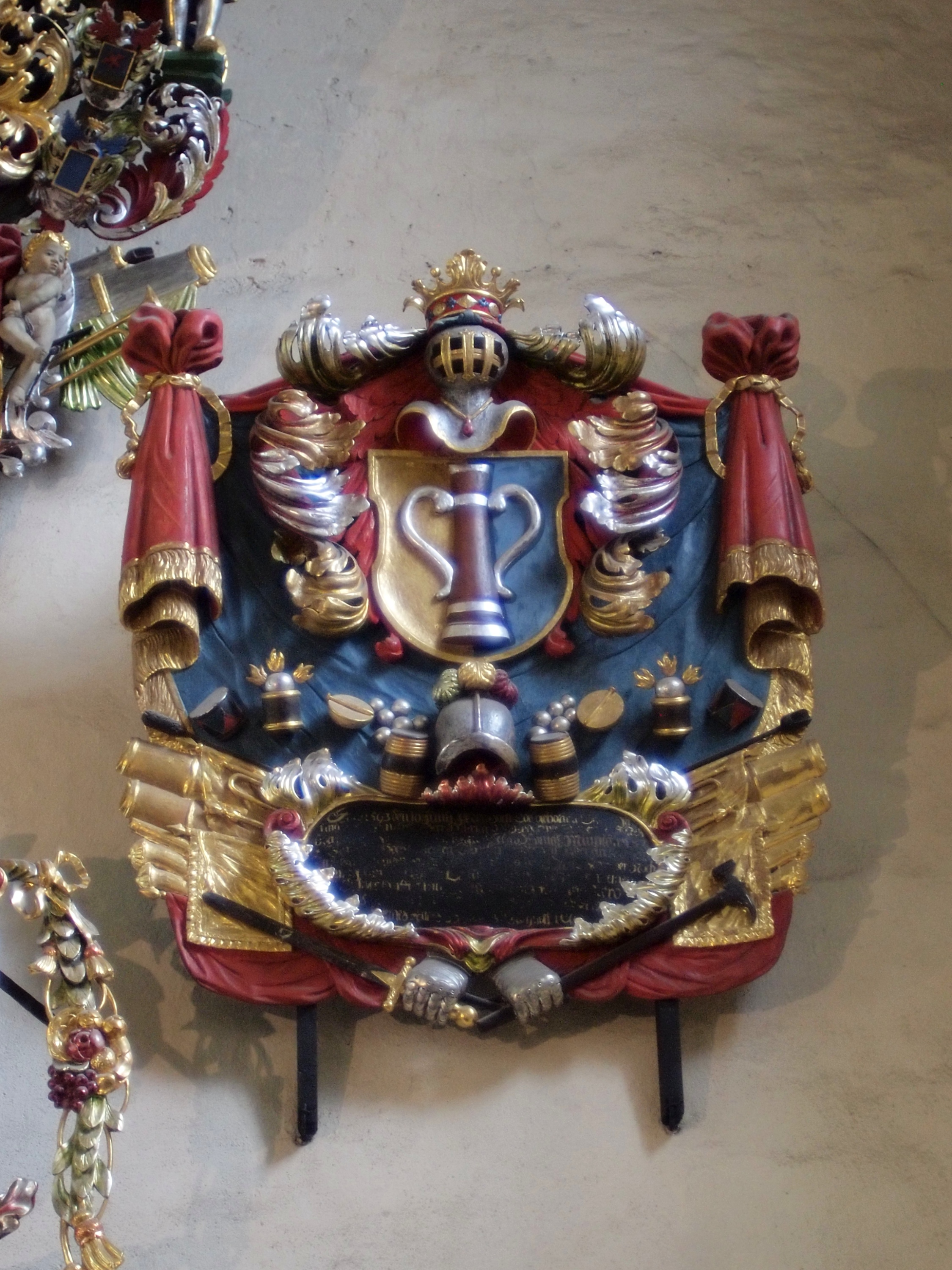
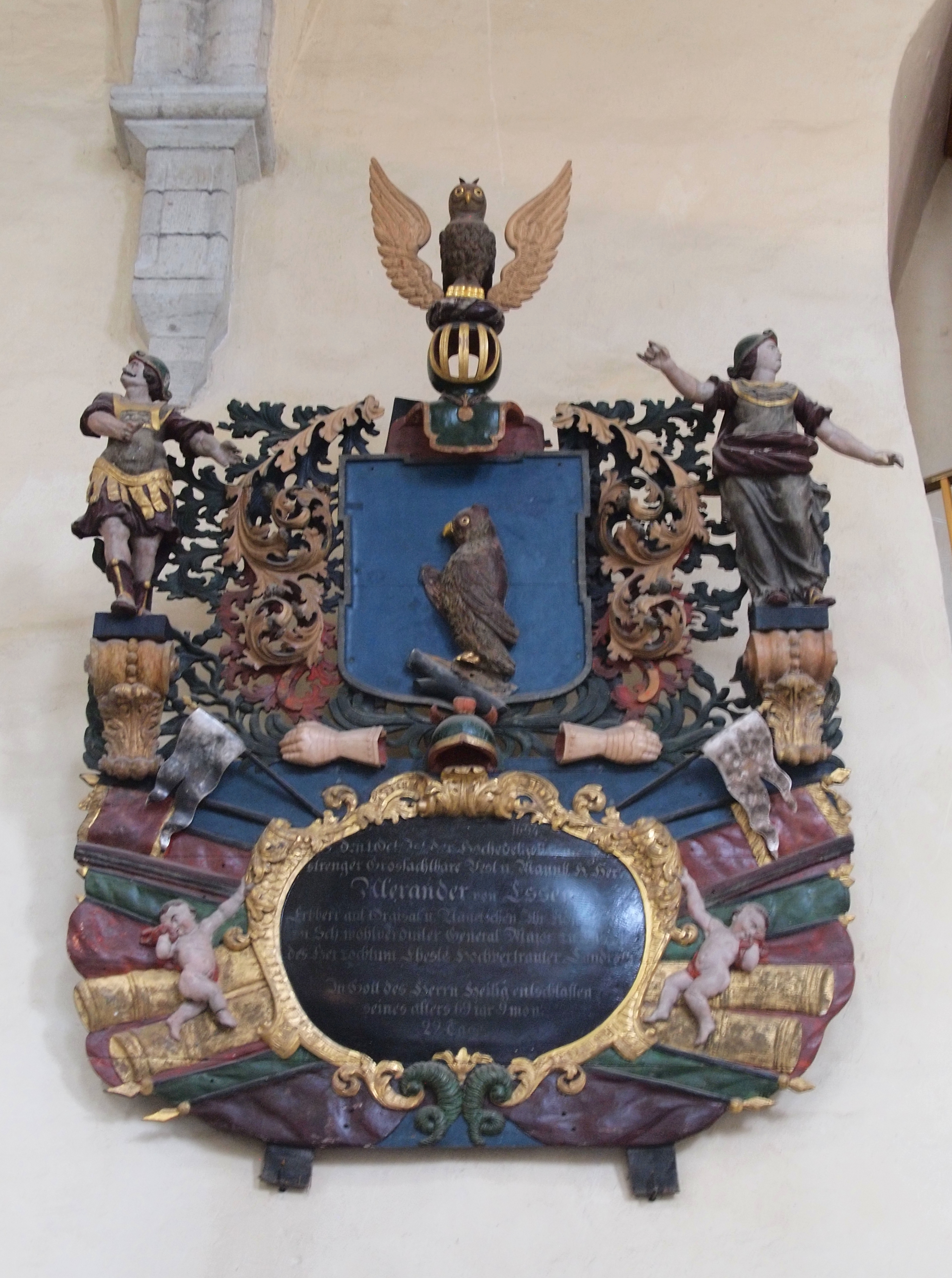
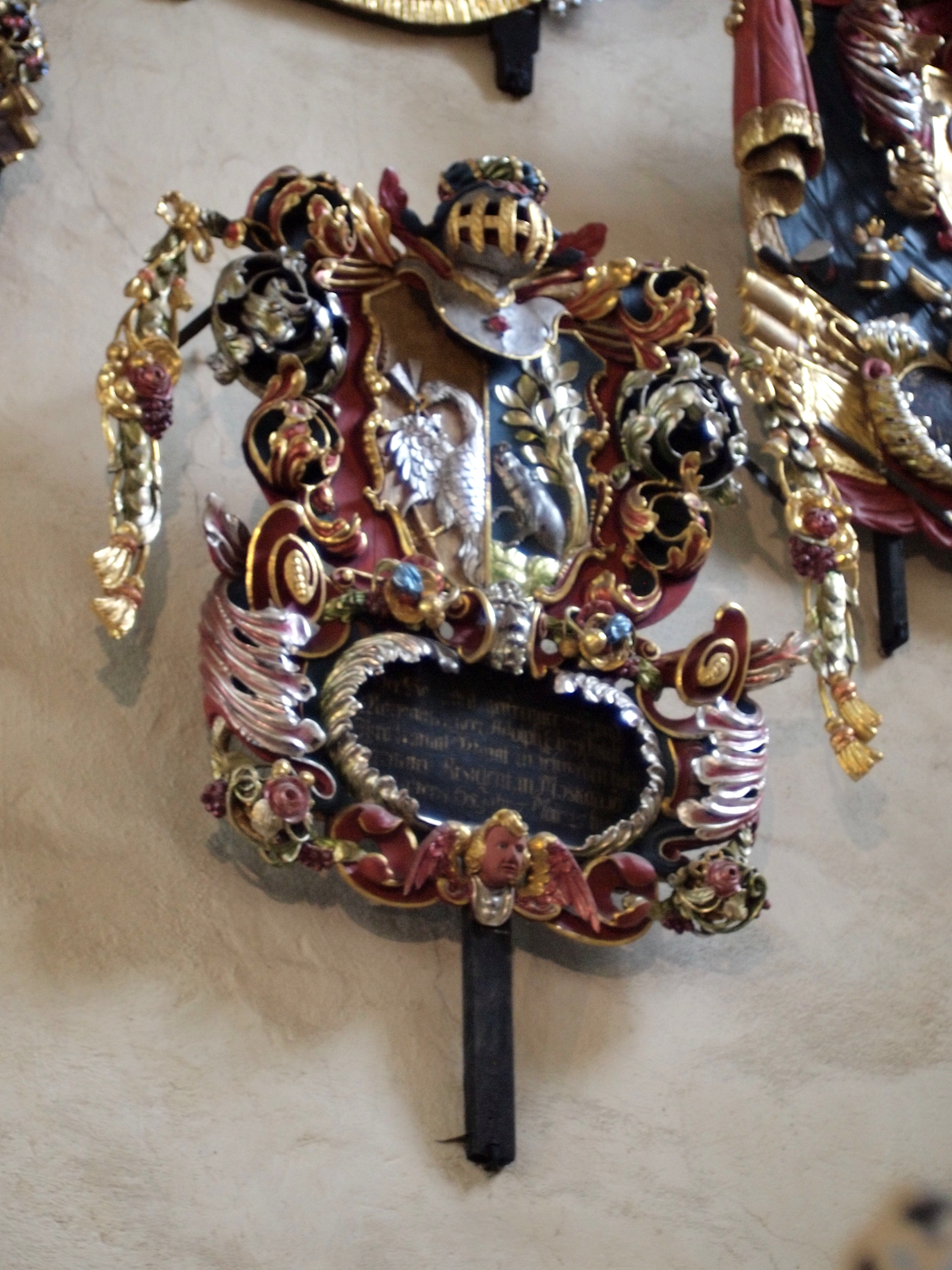
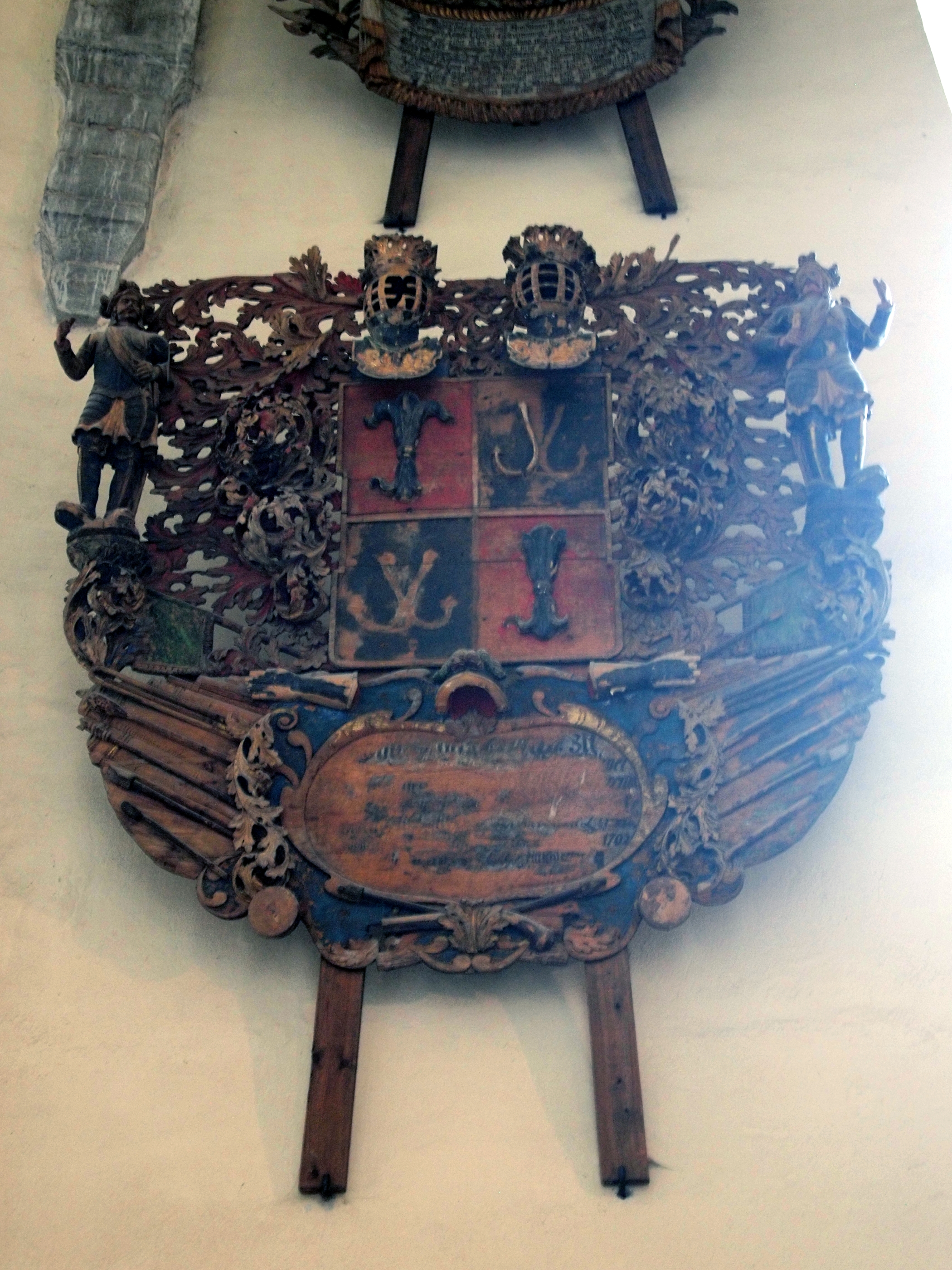
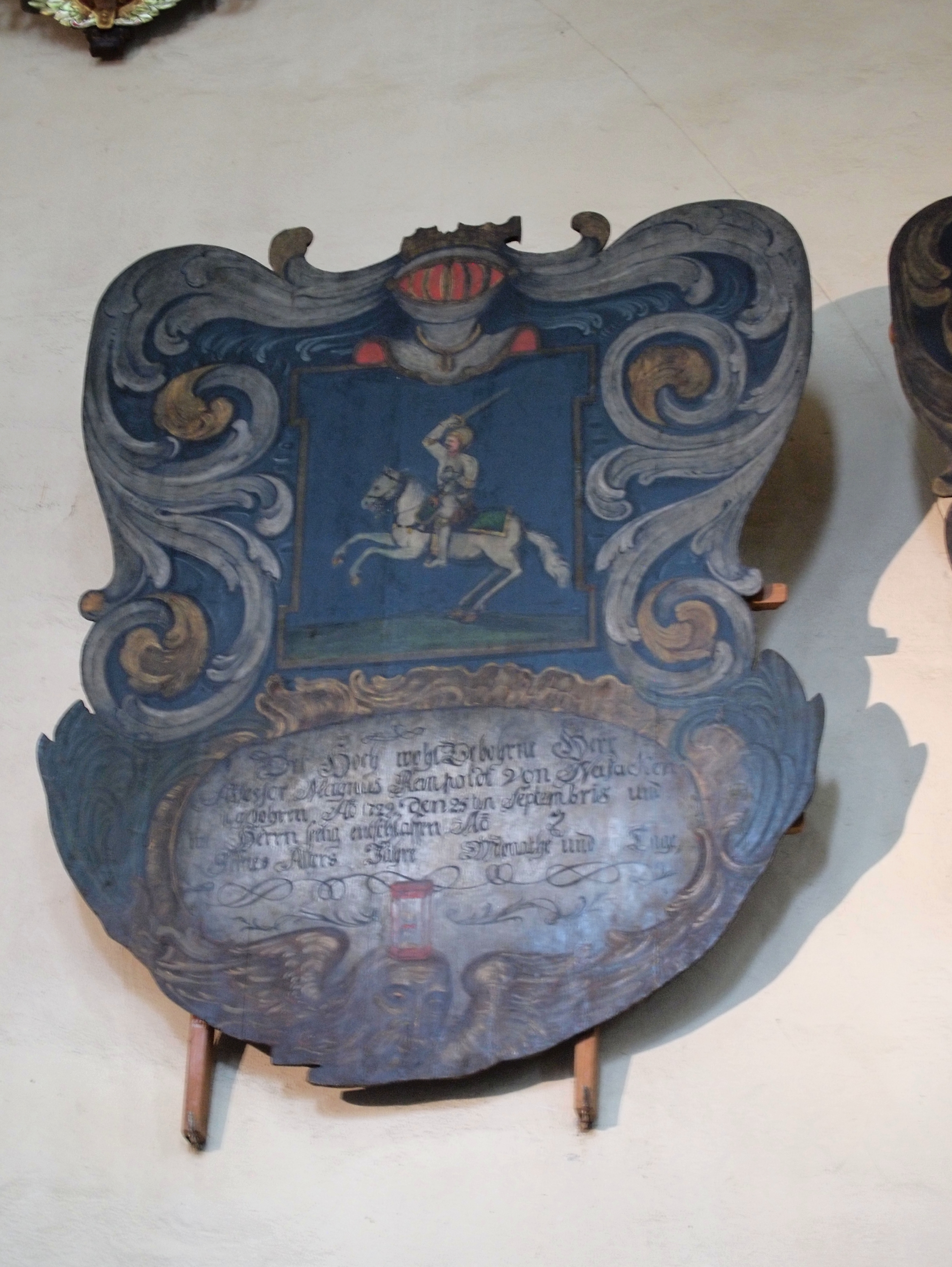
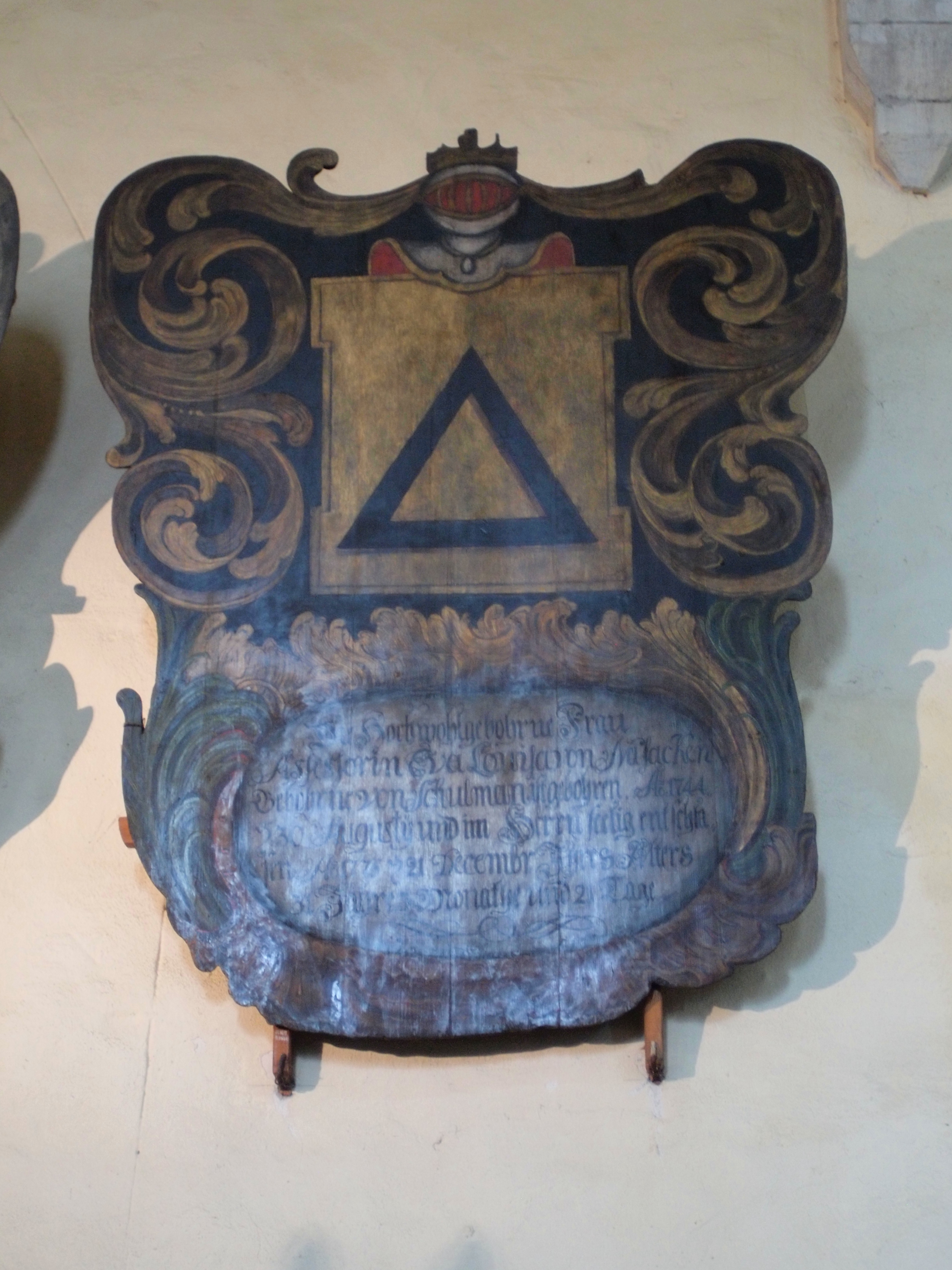
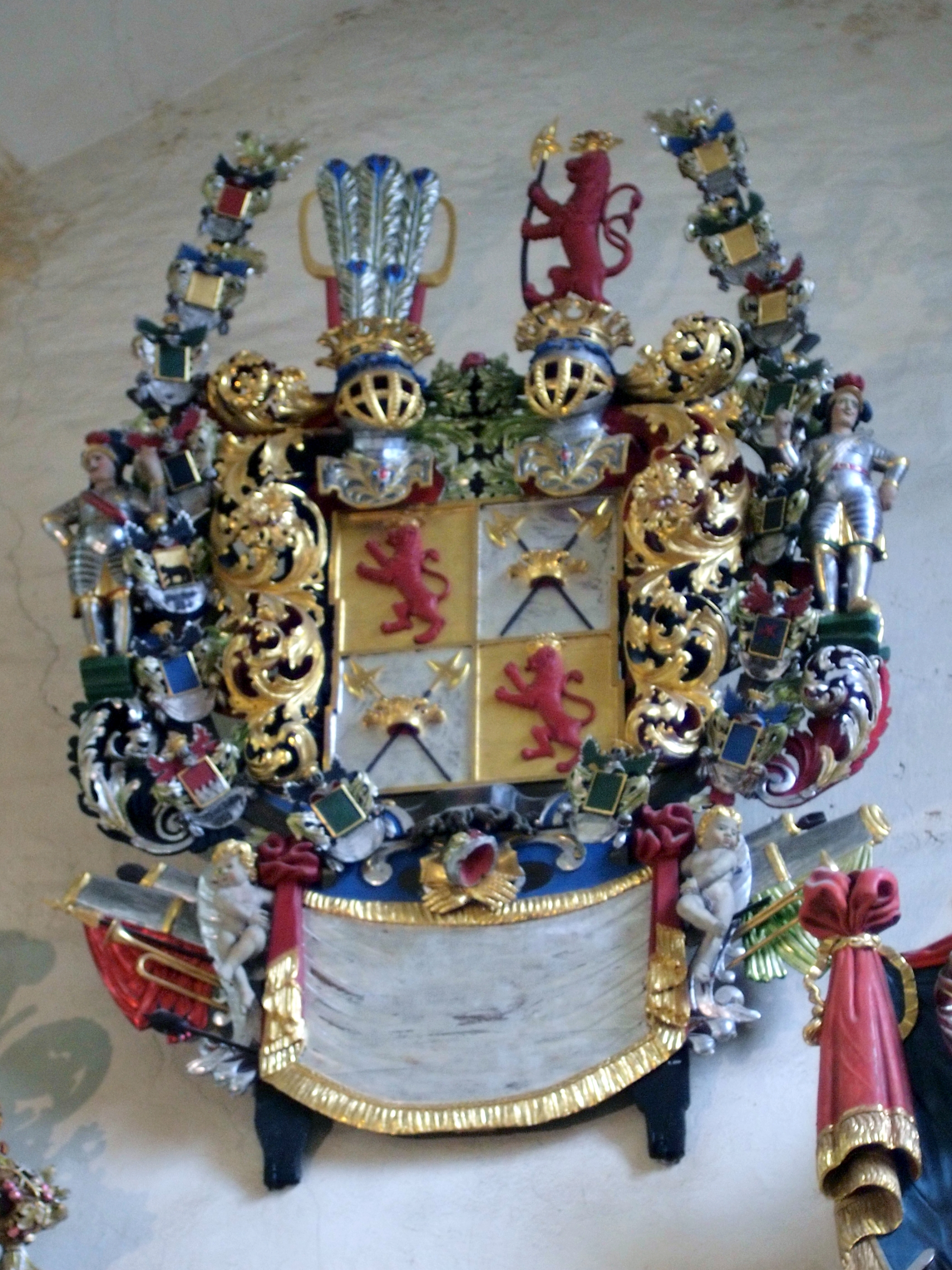
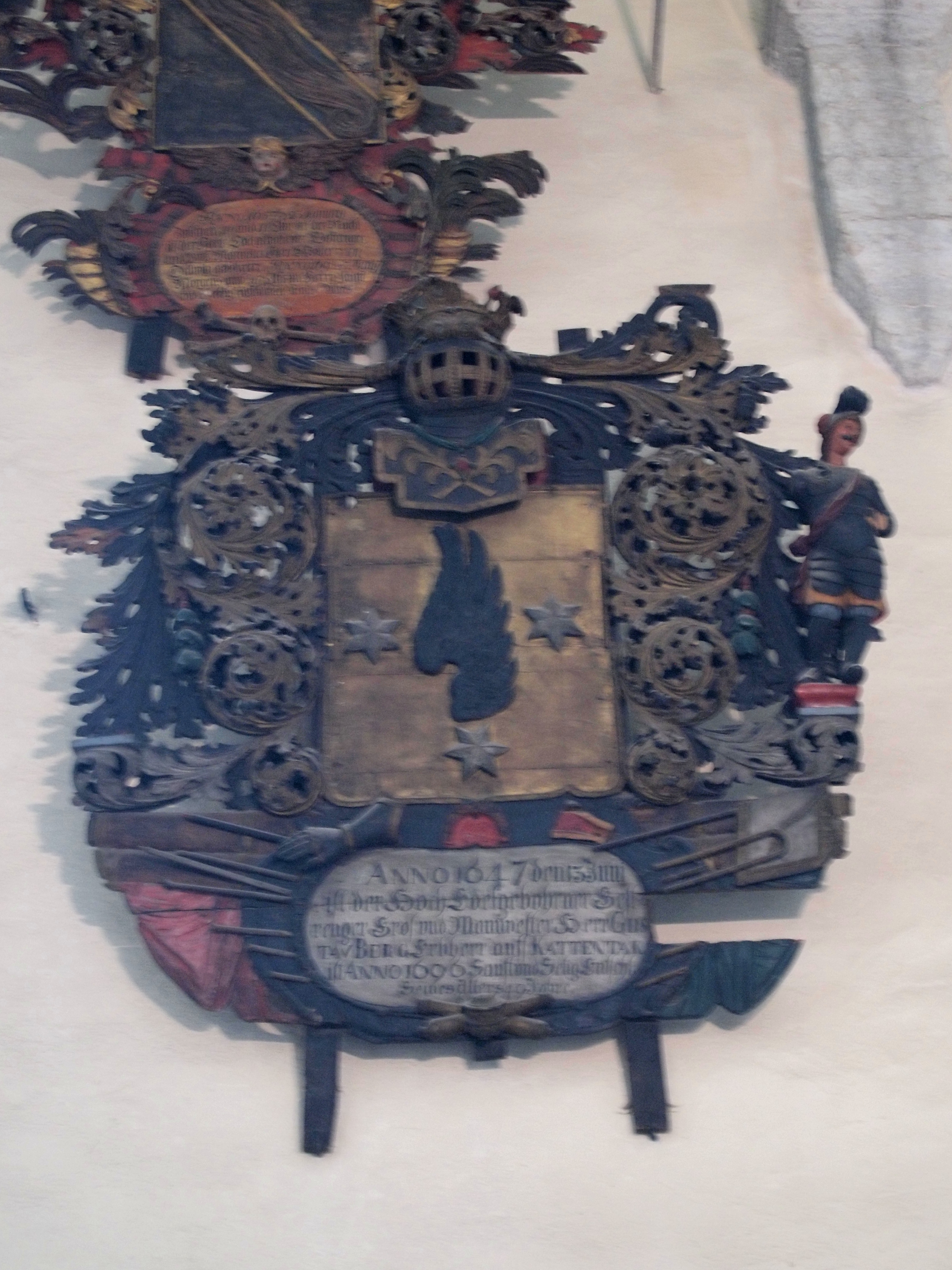
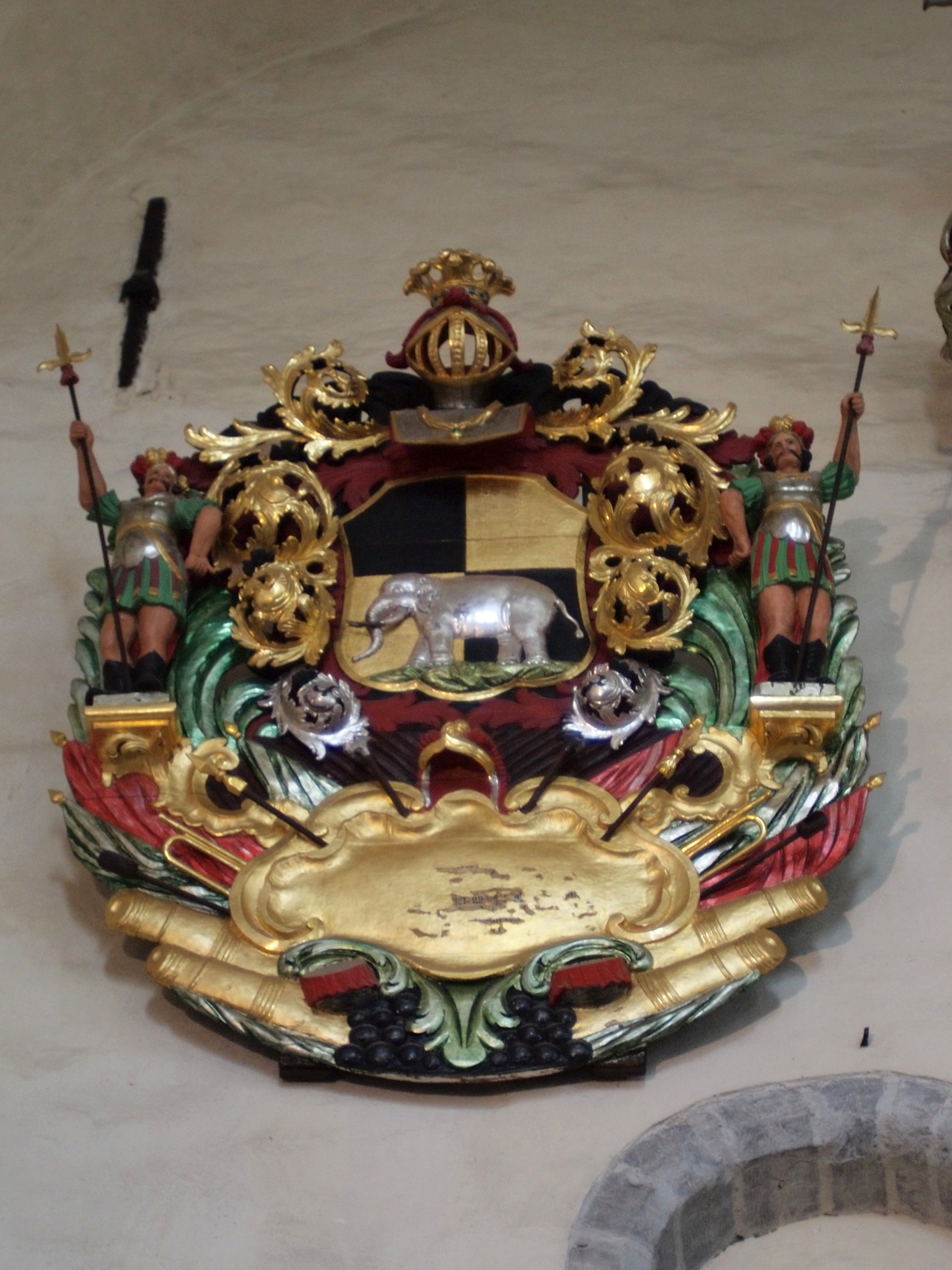
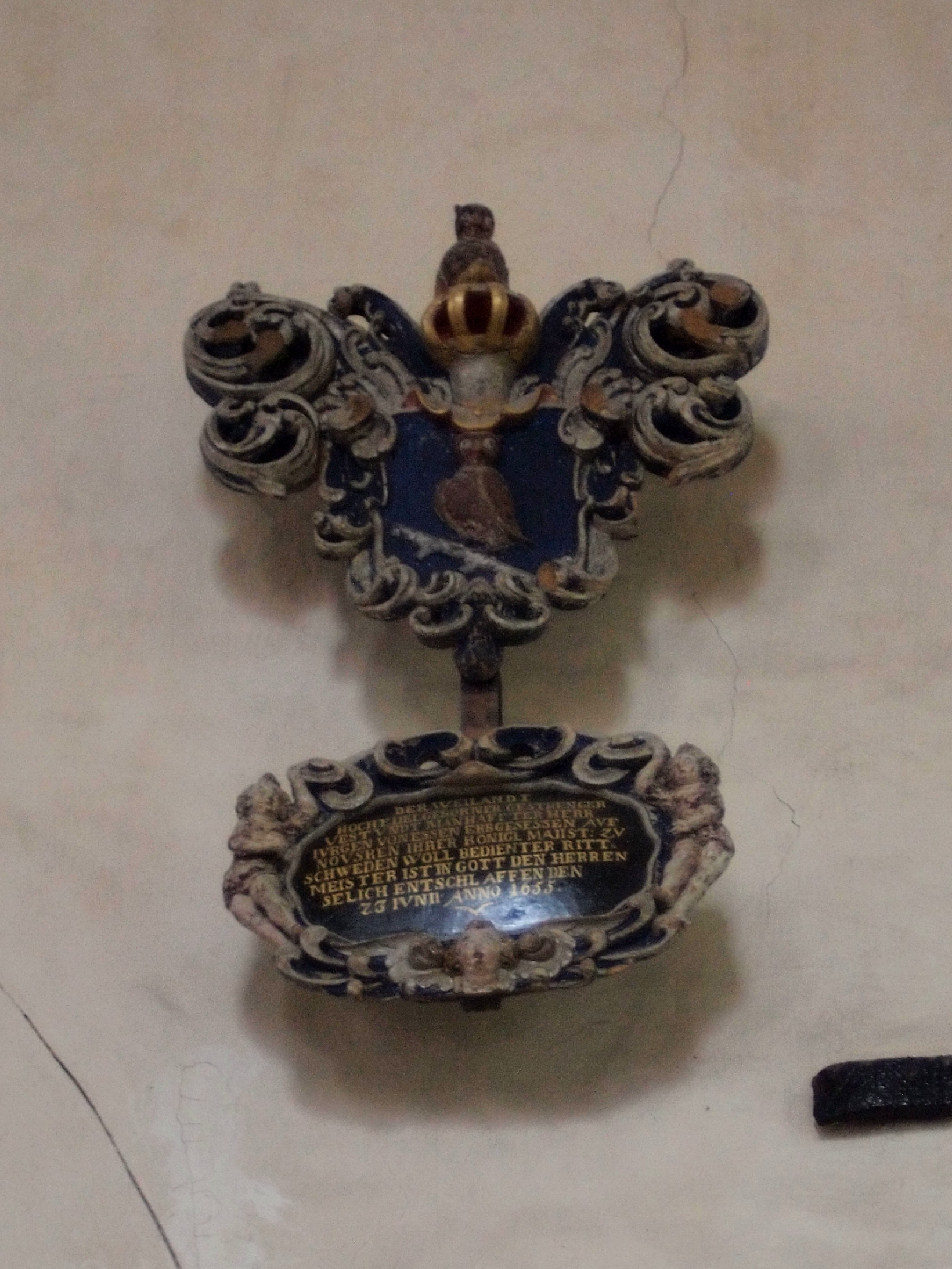
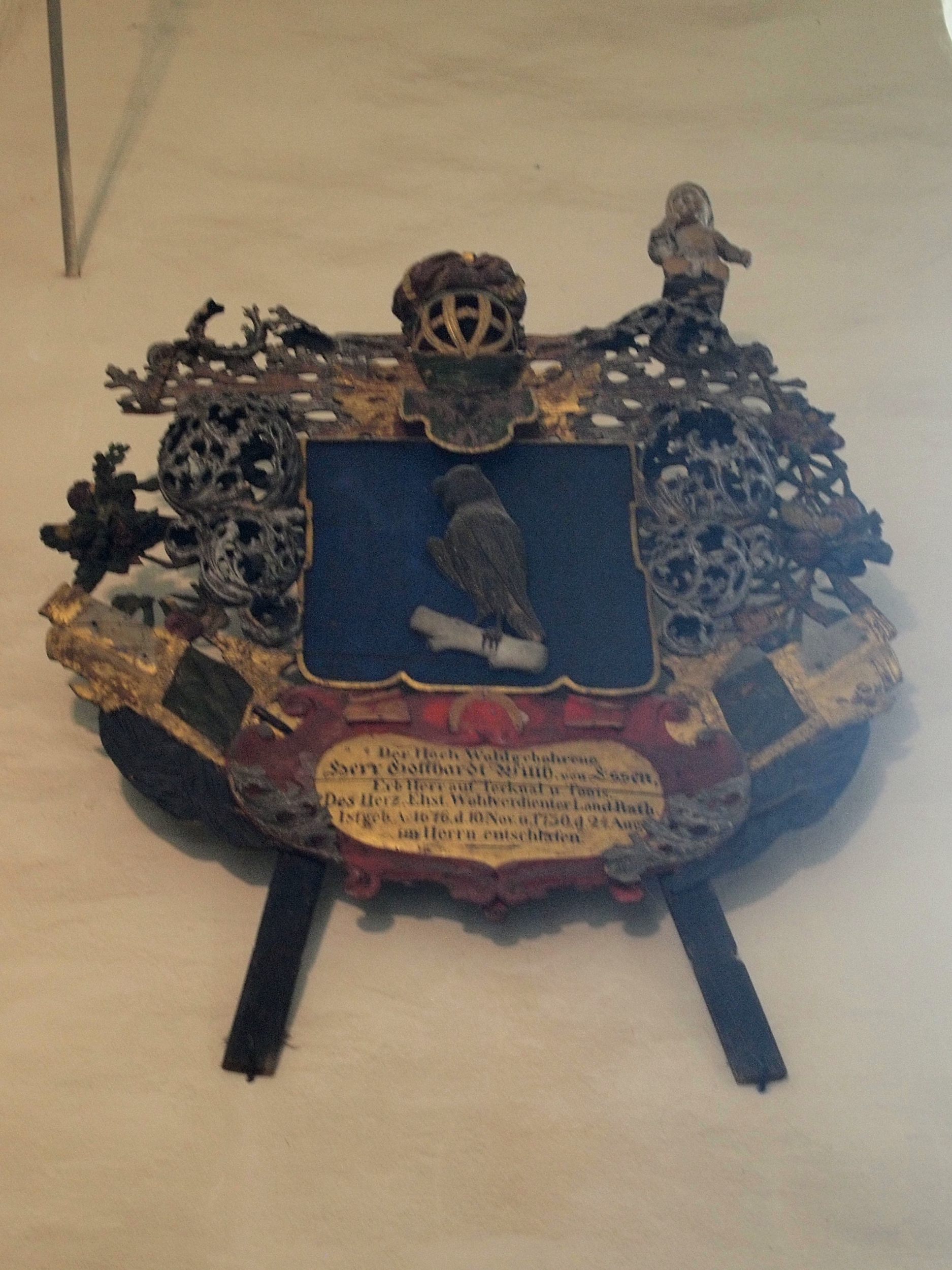
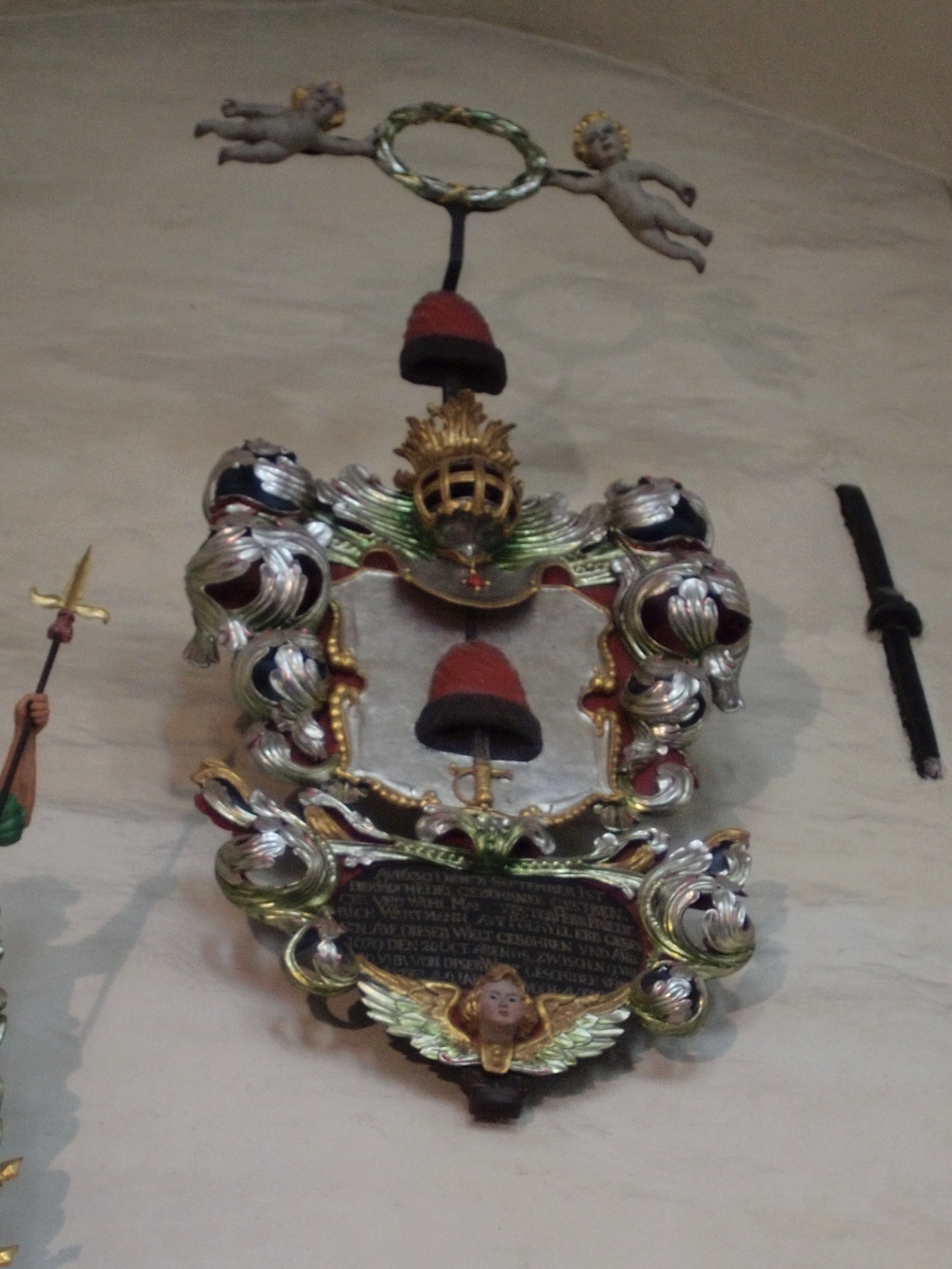
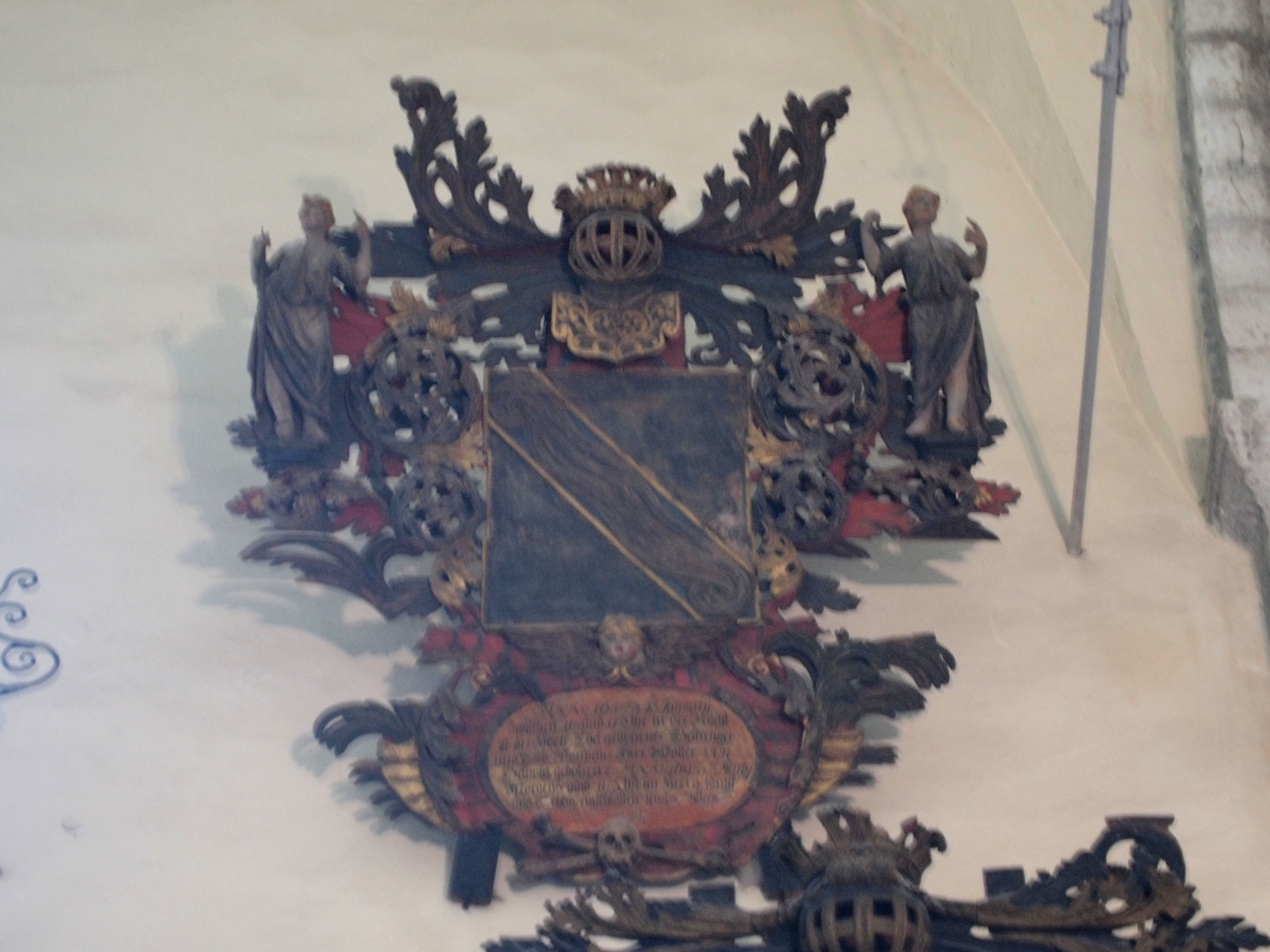

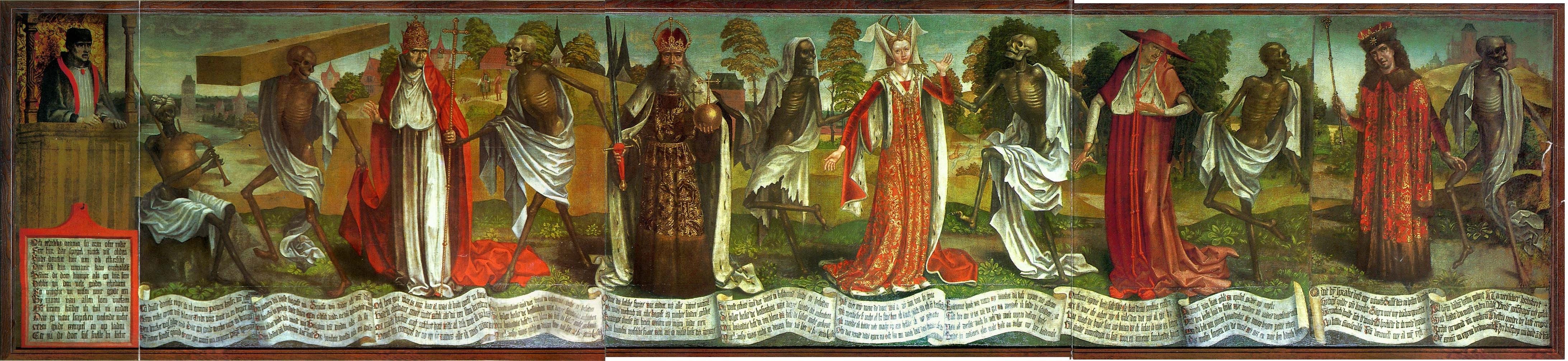